# Taï-Pan (livre)
Taï-Pan (titre original : Tai-Pan) est le deuxième roman publié par l'auteur britannique James Clavell en 1966.

## Résumé
L'action commence en janvier 1841 après la première guerre de l'opium. Le personnage central est Dirk Struan, Taï-Pan (grand chef) d'une compagnie de négoce appelée la Noble Maison, active dans le commerce du thé, de la soie, et la contrebande d'opium, et rival de Tyler Brock pour le contrôle du commerce anglo-chinois. Une haine mortelle sépare les deux hommes depuis que Struan a subi les rigueurs de Brock alors qu'il était mousse sous ses ordres.
Le roman commence avec la prise de contrôle de Hong Kong par les Britanniques. Un bateau arrive, avec à bord, Culum, fils de Dirk Struan, porteur de mauvaises nouvelles : une épidémie, dont il a réchappé de justesse, a décimé leur famille en Écosse. Dirk Struan reçoit également une lettre l'informant de la mise en faillite de la banque à laquelle il a confié sa fortune, et donc de sa banqueroute imminente. La faillite de la banque a été provoquée par Tyler Brock qui dirige les actions de son frère de Londres. Il a aussi racheté les dettes de Struan et prendra le contrôle de son entreprise et de sa flotte si Struan ne peut payer dans trente jours. Celui-ci parvient à sauver son entreprise grâce au marchand chinois Jin-qua, qui lui prête l'argent nécessaire en lui imposant de strictes conditions commerciales ainsi que quatre faveurs à venir dont les conditions restent à préciser. 
Dirk Struan et les autres marchands vont s'établir sur l'île de Hong Kong et commencer à bâtir Queen's Town dans la Vallée Heureuse, alors que les Chinois créent le village voisin de Tai Ping Shan. Les Européens sont bientôt confrontés à une grave épidémie de malaria qui emporte Robb Struan, aux relations conflictuelles avec les autorités chinoises, et au scepticisme du gouvernement britannique quant à l'intérêt de Hong Kong pour la Couronne. Le roman se termine par un typhon qui entraînera la mort de Dirk Struan et de sa concubine May-May, mais démontrera qu'il avait raison : Hong-Kong est un port exceptionnel, indispensable comme base pour le commerce britannique, car malgré la violence du typhon, la grande majorité des bateaux ancrés dans le port ont été préservés. Culum Struan, qui a épousé Tess, la fille de Tyler Brock, prendra la relève de son père comme Taï-Pan de la Noble Maison.

## Personnages
- Dirk Struan, Taï-pan de la Noble Maison, principal entreprise marchande britannique
- Culum Struan, fils de Dirk Struan et futur Taï-pan, amoureux de Tess Brock
- Robb Struan, demi-frère de Dirk Struan et son partenaire en affaires
- Gordon Chen, fils bâtard de Dirk Struan et de sa première concubine chinoise, devient chef des triades de Hong Kong
- Wolfgang Mauss, prêtre défroqué et missionnaire, professeur de Gordon Chen
- Capitaine Orlov, capitaine du China Cloud de Dirk Struan, bossu et polyglotte
- William Longstaff, plénipotentiaire britannique puis premier gouverneur de Hong Kong
- George Glessing, capitaine de la Royal Navy puis capitaine du port de Hong Kong
- Jeff Cooper, marchand américain et partenaire secret de la Noble Maison
- Wilf Tillman, marchand américain et partenaire de Jeff Cooper, oncle et tuteur de Shevaun Tillman, défenseur de l’esclavage.
- Grand-duc Alexei Sergueyev, diplomate russe venu évaluer l'influence britannique à Hong Kong
- Tyler Brock, marchand anglais de Brock et fils, seconde entreprise marchande britannique
- Gorth Brock, capitaine de navire, fils de Tyler Brock
- Liza Brock, épouse de Tyler Brock et sage-femme
- Tess Brock, fille de Tyler Brock, amoureuse de Culum Struan
- May-May, maîtresse de Dirk Struan et petite fille de Jin-qua
- Horatio Sinclair, secrétaire de William Longstaff
- Mary Sinclair, sœur de Horatio Sinclair, prostituée et espionne pour Dirk Struan
- Aristote Quance, artiste-peintre poursuivi par son épouse délaissée
- Morley Skinner, propriétaire et rédacteur en chef de l'Oriental Times
- Jin-qua, principal marchand chinois, chef du Co-Hong, la guilde des marchands chinois de Canton
- Wu Fang Choi, chef des pirates chinois et partenaire secret de Jin-qua
- Dirk Scragger, capitaine anglais à la solde de Wu Fang Choi

## Quelques critiques
- The New York Times : « Packed with action...gaudy and flamboyant with blood and sin, treachery and conspiracy, sex and murder...fresh and vigorous...grand entertainment. »
- The Baltimore Sun : « A fabulous epic of the Far East that will disturb and excite you... thrilling and enticing tale of adventure and human relation... dramatic episodes, exotic vignettes and heady descriptives passages. »